# アブー・マンスール・マートゥリーディー

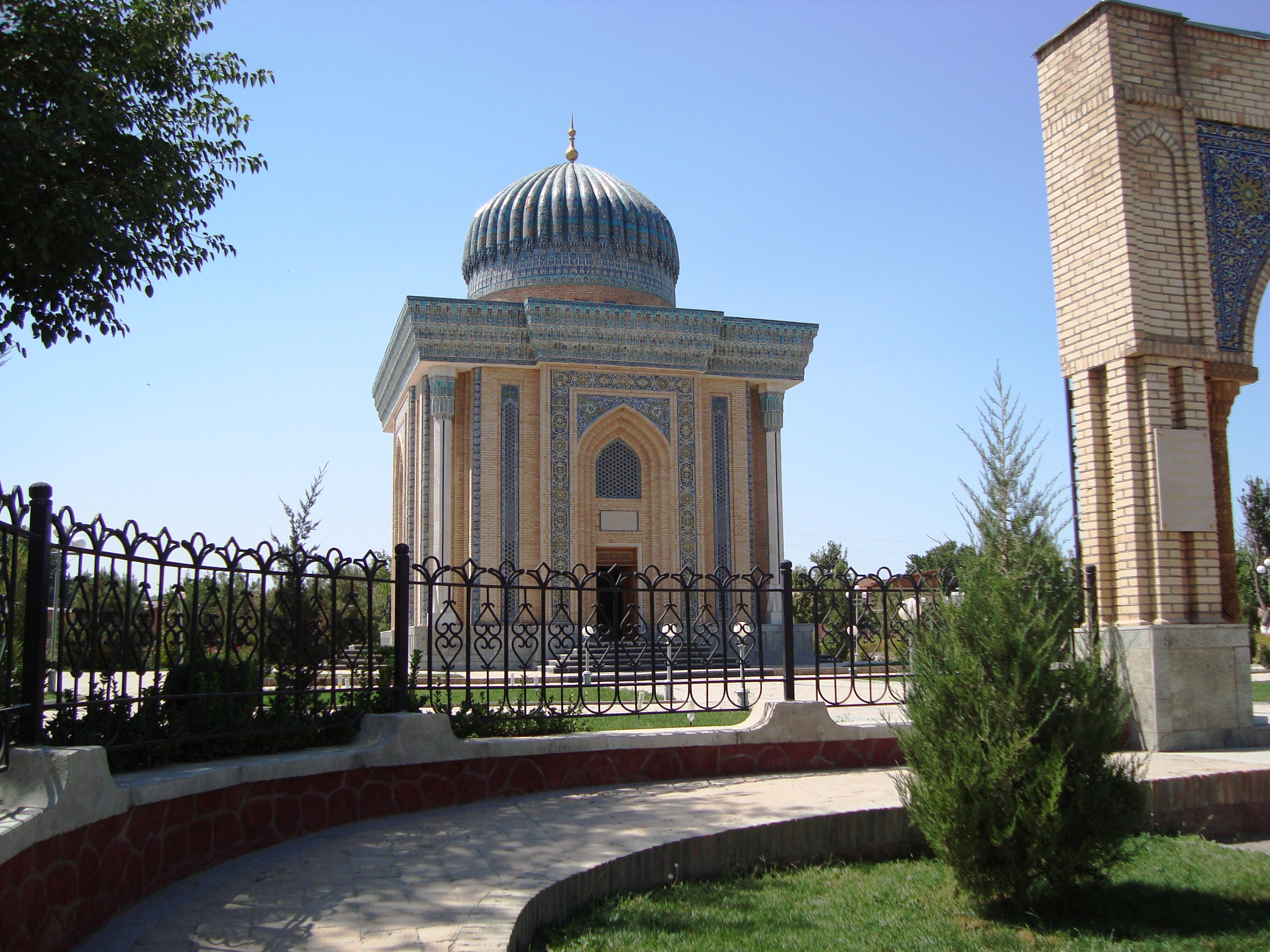
サマルカンドにあるマートゥリーディー廟

アブー・マンスール・マートゥリーディー（853年-944年）は、9-10世紀のサマルカンドで活躍した、イスラーム教スンニー派、ハナフィー法学派の法学者、神学者、聖典解釈学者。マートゥリーディーの教えを受けた弟子たちがのちに、スンニー派神学（カラーム）の正統とされるマートゥリーディー派を形成した。同派の神学は中央アジアのハナフィー法学派の人々の間に浸透し、のちのイスラーム教を奉じる二大帝国、オスマン帝国とムガル帝国においても他派を圧倒する地位を得た。
同時代のスンニー派神学者で同じく正統派カラームの一派を形成したアシュアリー（936年没）と比較すると対照的に、マートゥリーディーはアブー・ハニーファ（772年没）の教えに忠実であった。マートゥリーディーが受け継いだアブー・ハニーファの思想は、バルフやマーワラーアンナフルのウラマー（学者）により伝えられ、また、精緻化されたものであって、マートゥリーディーはそれを体系化した。マートゥリーディーの神学は、ムァタズィラ派やカルマト派といったイスラーム教系分派のみならず、カルケドン公会議を受容するカルケドン派キリスト教、非カルケドン系の合性論、マルキオン派 (Marcionism) 、バル・ダイサーン派 (Bardaisan) キリスト教、あるいは、マニ教の神学者との論争においてよく主張された。

## 名前
クンヤとイスムは「アブー・マンスール・ムハンマド・ブン・ムハンマド・ブン・マフムード」、ニスバは「マートゥリーディー」のほかには、「サマルカンディー」や「ハナフィー」がある（Abū Manṣūr Muḥammad b. Muḥammad b. Maḥmūd al-Samarḳandī アラビア語:  أبو منصور محمد بن محمد بن محمود الماتریدي السمرقندي الحنفي）。「マートゥリーディー」のニスバは、サマルカンドの近くにある土地（Māturīd or Māturīt）の名前に由来する。

## 生涯
マートゥリーディーは、サマルカンドの近くにあるマートゥリードという名の村あるいは地区で生まれた。マートゥリーディーの一族は、マディーナのアブー・アイユーブ・アンサーリーという教友の子孫とされる。この説は、大征服の時代に同じくサマルカンドに入植した他のアラブ人の子孫の系図により確証があるとされる。
マートゥリーディーの生涯についてわかっていることは比較的少ない。その理由は、利用できる情報源が伝記というよりむしろ、マートゥリーディーの人となりを示す細切れのエピソードの束になっているからである:125。とはいえ、マートゥリーディーが一度も公的なポストを得たことがなく、弟子たちの数もわずかで、純然たる学者の一生を送ったことは確かである:125。マートゥリーディーにはブハラをみやことしたサーマーン朝とのかかわりを示す資料もない:125。マートゥリーディーが教えを受けた2人の師匠の名前は伝わっており、アブー・バクル・ジューズジャーニー（Abū Bakr al-Jūzjānī）と、アブー・ナスル・イヤーディー（Abū Naṣr Aḥmad b. al-ʿAbbās al-ʿIyāḍī (d. ca. 874–892)）という:125。2人とも、マートゥリーディーの神学観の形成に大きな影響を与えた:125。
現代ではマートゥリーディーがスーフィーの一人として認識されることはあまりない:131。しかし、10世紀ごろの中央アジアの人々にとって、神学は神秘思想と区別して捉えられるようなものではなく、ウラマーは同時にスーフィーでもあった:131。複数の資料が、マートゥリーディーは禁欲的な（zāhid）一生を送ったとし、彼が起こしたとされる奇跡（karāmāt）をいくつも記録している:131。少なくとも、マートゥリーディーが当地のスーフィーたちと何らかのかかわりがあった可能性はある:131。

## 神学
マートゥリーディーは、信仰（īmān）を内面的禁欲（taṣdīḳ bi ’l-ḳalb）と定義する。そして信仰は、声に出して宣言（ịḳrār bi ’l-lisān）されねばならないとする。マートゥリーディーによると、為されたこと（aʿmāl）は信仰の一部分を構成せず、信仰が物質的に増減することはない。ただし、信仰の念を新たにすることや繰り返し心に抱くことで信仰が深まるという。
聖典クルアーン中には擬人的な表現が出現するが、これに関しては象徴的な解釈を支持する。その一方で、ムァタズィラ派がこの方法でたどり着いた解釈の多くを拒絶する。そして、伝承学（ハディース学）において培われた bilā kayf と呼ばれる、啓示テクストを啓示されたそのまま、疑念を持たずに読むという方法論を奉じる。ムァタズィラ派が問題にした神の属性に関する議論では「永遠実在」が神の本質（ḳāʾima bi ’l-d̲h̲āt）としてムァタズィラ派に反駁する。マートゥリーディーとアシュアリーの神学におけるもっとも大きな相違点は、マートゥリーディーが、種々の属性のうち最も本質的な属性を「永遠であると同値的に存在し続けること」と考える点にある。マートゥリーディーによると、たとえ被造物たる世界の存在が一時的であるとしても、「神が永遠に創造者であり続ける」ことと、「神が永遠（なる過去）から創造し続けてきた（lam yazal k̲h̲āliḳan）」こととは、等価の正当性を持つ。
さらにマートゥリーディーは、神の幻視（ruʾya）へのムァタズィラ派による批判に対して、スーフィーの幻視体験を堅固に擁護する。その一方で、神を目視（idrāk）可能かという思考実験においては、これを傲慢な行為であるとして、終始一貫、不可能であるとする。

## 思想
マートゥリーディーが故郷の町で生まれ育った時代には、イスラーム教の中でもいち早く神学的議論を推し進め、教義を整備したムァタズィラ派、カルマト派、シーア派に対する反動が、信徒全体の多数派の中で生じていた。この時代に多数派の観点からイスラーム教の教義を明らかにした学者が3人おり、そのうちのひとりがサマルカンドのマートゥリーディーである。残る2人は、イラクのアシュアリー（Abu al-Hasan al-Ash'ari）と、エジプトのターハーウィー（Ahmad ibn Muhammad al-Tahawi）である。彼らには、アブー・ハニーファが大まかに示した教義を精緻化していくという共通項がある。このうちアシュアリーは人間の運命や意思や行動が神により造られていると主張する。アシュアリーの説はカダル派を形成し、のちにガザーリーの神学へと統合される。マートゥリーディーも同じく、人間は行為する能力と意思を具備しているけれども、神こそが人間の行為を創造しているという考えを示した。アシュアリーとマートゥリーディーは、よく似た主張をしているが、神の属性に関する問題では異なる。ハナフィー法学派とマートゥリーディー神学派の組み合わせは、ペルシア系やトルコ系の王朝が公認する教説になり、アジアの広い地域に広まった。
マートゥリーディーは二元論的世界観やイラン系宗教について膨大な知識を持ち、それらに論駁した。マートゥリーディーの論駁を集めた『唯一性の書』（Kitāb al-Tawḥīd）は、現代では、マニ教やブラーフマ教（Barähima）、イブン・ラーワンディーやアブー・イーサー・ワッラーク、ムハンマド・ブン・シャビーブ・バスリーといった「異端」の烙印を押された思想家に関する豊富な情報源になっている。

## 崇敬
中世の一時期には、すべての「異教」と「異端」に対する護教論者の筆頭にアシュアリーを置き、マートゥリーディーを過小評価する傾向があった。ただしこれはマーワラーアンナフルには当てはまらず、また、その後マートゥリーディーの教説は次第に広まるとともに、様々なウラマーによって理論が精緻化されていった。15世紀にはサマルカンドのジャーカルディーザ（Jākardīza）墓地に霊廟が建ち、前近代を通してそこを参詣する者が後を絶たなかった:130。アブー・ムイーン・ナサフィー（Abul Muīn al-Nasafī, 1114年没）は、マートゥリーディーの霊的恵みは「はかりしれないほど多大であり」、「神はかれ一人に奇跡(kāramāt)、恩寵(mawāhib)、神助(tawfiq)、導き(irshād, tashdīd)を与えたもうた」と述べている:131。
しかし、神学上の諸問題に対して理性に基づいたアプローチをすることを嫌悪する現代のサラフィー主義者やワッハーブ主義者は、スンニー派内に蓄積されたマートゥリーディーの遺産に対してきわめて批判的であり、異端的とまでみなしている。このような敵対視はスンニー派思想が歴史的に合意してきたこと（ジャマーア）とコンフリクトを生じさせると指摘されている。「正統的スンニー派思想」の主流は、マートゥリーディーとアシュアリーの学統を継承した者たちによって構成されている。マートゥリーディーとアシュアリーを支持する者から見れば、サラフィー主義者とワッハーブ主義者は神学的伝統の主流から分かれ出た小規模分派である。
なお、マートゥリーディー派神学とアシュアリー派神学の相違点は、両派の学者たち自身が小さな相違であり表面的な違いに過ぎないと考えている。そのため、スンニー派思想の伝統において、両神学派は等しく正統派である。20世紀にイスラーム関係書籍の出版を手掛けた人物ムニール・アブドゥフ・アーガー Munīr ʿAbduh Agha は「アシュアリー派とマートゥリーディー派の間に教義上の相違はほとんどなく、それゆえ両派は『スンナとジャマーアの民』と呼ばれるのである」と述べた。

## 著作
- Kitāb al-Tawḥīd ('Book of Monotheism')
- Kitāb Radd Awa'il al-Adilla, a refutation of a Mu'tazili book
- Radd al-Tahdhib fi al-Jadal, another refutation of a Mu'tazili book
- Kitāb Bayan Awham al-Mu'tazila ('Book of Exposition of the Errors of Mu'tazila)
- Kitāb Ta'wilat al-Qur'an ('Book of the Interpretations of the Quran')
- Kitāb al-Maqalat
- Ma'akhidh al-Shara'i' in Usul al-Fiqh
- Al-Jadal fi Usul al-Fiqh
- Radd al-Usul al-Khamsa, a refutation of Abu Muhammad al-Bahili's exposition of the Five Principles of the Mu'tazila
- Radd al-Imama, a refutation of the Shi'i conception of the office of Imam;
- Al-Radd 'ala Usul al-Qaramita
- Radd Wa'id al-Fussaq, a refutation of the Mu'tazili doctrine that all grave sinners will be eternally in hell fire.